# ستيفن فانك
ستيفن فانك (بالإنجليزية: Stephen Funk)‏ هو عسكري أمريكي، ولد في 15 يونيو 1982 في سياتل في الولايات المتحدة.